# دينيس أفيري
دينيس تي أفيري (بالإنجليزية: Dennis T. Avery)‏ (من مواليد 24 أكتوبر 1936) هو مدير مركز قضايا الغذاء العالمية في معهد هدسون، حيث يقوم بتحرير مقالة الغذاء العالمي كل ثلاثة شهور.
بدأ دينيس أفيري، وهو محلل لسياسة الغذاء طوال الثلاثين سنة الماضية، حياته المهنية في وزارة الزراعة الأمريكية، وعمل في هيئة موظفي اللجنة الوطنية الاستشارية للأغذية والالياف التابعة للرئيس ليندون جونسون، وقبل انضمامه إلى هدسون، كان كبير المحللين الزراعيين لوزارة الخارجية الأمريكية. وهو مؤلف العديد من الكتب، بما في ذلك الاحتباس الحراري الذي لا يمكن وقفه: كل 1500 سنة الذي شارك في تأليفه مع الدكتور فريد سينجر من جامعة جورج كاسون في فرجينيا.
افيري هو مؤيد صريح للتقانة الحيوية، والمبيدات، والتشعيع، والزراعة الصناعية، والتجارة الحرة، فضلا عن انتقادات طويلة للزراعة العضوية والدعم الزراعي. لا يعتقد أن مادة الـ دي.دي.تي تتسبب في ترقق قشرة البيضة في النسور. تضم المؤسسات المالية لمؤسسة هدسون شركات زراعية كبرى (مثل كونجار وكارجيل ) ومُصنعي المبيدات (مثل شركة مونسانتو ودو بونت ودوالانجو وساندوز وسيبا جيجي.
دينيس أفري هو والد أليكس أفيري، الذي يعمل أيضًا معه في معهد هدسون.

## الأغذية العضوية والاشريكية القولونية (إي كولاي)
وفقا للنقاد كان مصدرا للادعاء بأن الطعام العضوي أكثر خطرا عند تناوله من الأغذية المنتجة باستخدام المبيدات الكيماوية بسبب استخدام السماد الحيواني في الزراعة العضوية. على وجه التحديد، في مقال نشر عام 1998 لصحيفة وول ستريت، ادعى أن مراكز السيطرة على الأمراض (CDC) أجرت دراسات تظهر أن تناول غذاء عضوي يحمل 8 أضعاف خطر الإصابة ببكتيريا اي كولاي (اشريكية قولونية)  من تناول نظام غذائي تقليدي. على الرغم من حقيقة أن مركز السيطرة على الأمراض لم يجر أي اختبار من هذا القبيل، فقد تم اقتباس مقال أفيري على نطاق واسع. كتبت صحيفة نيويورك تايمز عنه: «يريد دينيس ت. أفيري أن يغادر الطعام العضوي. وهو لا يهتم بما يتطلبه الأمر».

## تغير المناخ
يعتقد افيري أن ظاهرة الاحتباس الحراري هي جزء من دورة طبيعية وبالتالي لا يمكن وقفها. كما توقع أفيري أن السنوات العشرين أو الثلاثين القادمة ستجلب درجات حرارة باردة.

## مؤلفات الكاتب
- تقدم الغذاء العالمي 1991 (1991)
- إنقاذ الكوكب بالمبيدات والبلاستيك: الانتصار البيئي للزراعة عالية الغلة (أغسطس 2000)
- الاحتباس الحراري الذي لا يمكن وقفه: كل 1500 عام (مع فريد سينغر) (فبراير 2007)